# Baviera-Ingolstádio
A Baviera-Ingolstádio (em alemão:  Bayern-Ingolstadt), também designada como Ducado da Baviera-Ingolstádio (em alemão:  Herzogtum Bayern-Ingolstadt), foi um ducado do Sacro Império Romano-Germânico, surgido em 1392, após a partição do ducado da Baviera em três Teilherzogtum, e que existiu até 1447. 

## História
Com a morte de Estêvão II em 1375, os seus filhos Estêvão III, Frederico, e João II governaram conjuntamente a Baviera-Landshut. Após dezassete anos, os três irmão decidiram dividir formalmente a sua herança. João recebeu a Baviera-Munique, Estêvão recebeu a Baviera-Ingolstádio, e Frederico manteve o que restava da Baviera-Landshut.
Após a morte de Estêvão, em 1413, o seu filho Luís VII sucedeu-lhe. Em 1429 partes da Baviera-Straubing foram incorporadas na Baviera-Ingolstádio. Luís reinou até que o seu próprio filho, Luís VIII, usurpou o trono em 1443 entregando o pai ao seu inimigo, Henrique XVI, duque da Baviera-Landshut. Luís VIII viria a morrer dois anos depois e o seu pai, Luís VII, morreu no cativeiro. Sem herdeiros, a Baviera-Ingolstádio foi reincorporada na Baviera-Landshut.

## Geografia
A Baviera-Ingolstádio era composta por territórios diversos e não contíguos na Baviera. A capital era Ingolstádio e incluía os territories em seu redor:  Schrobenhausen, Aichach, Friedberg, Rain e Höchstädt an der Donau. Adicionalmente, incluía também várias cidades dispersas pela Baviera:
Baviera meridional:
- Wasserburg am Inn
- Ebersberg
- Kufstein
- Kitzbühel
- Rattenberg

Baviera oriental:
- Schärding
- Dingolfing
- Mallersdorf and Pfaffenberg

Baviera setentrional:
- Hilpoltstein
- Hersbruck
- Lauf an der Pegnitz
- Weiden (Alto Palatinado)
- Waldmünchen

## Lista de Duques
- Estêvão III (1392-1413)
- Luís VII (1413-1447) - cativo de 1443 a 1447
- Luís VIII (1443-1445)